# Alchemilla barbata
Alchemilla barbata là loài thực vật có hoa trong họ Hoa hồng. Loài này được C. Presl mô tả khoa học đầu tiên năm 1851.